# Volker Kiparski
Volker Kiparski ist ein ehemaliger deutscher Boxer.

## Werdegang
Ab 1978 betrieb Kiparski Boxsport beim Hamburger Verein SV Wacker 04. Im Mai 1987 wurde der 1,79 Meter große Rechtsausleger Polizei-Europameister. 1989 wurde er im Halbmittelgewicht Dritter der Deutschen Meisterschaft, im selben Jahr schied er beim internationalen Turnier von Venedig im Viertelfinale aus. Kiparski war mehrmals Hamburger und Norddeutscher Boxmeister.
In der Box-Bundesliga kämpfte Kiparski 1988/89 für Bayer Leverkusen. In der Saison 1990/91 verstärkte er den Zweitligisten BC Hückelhoven. 1991/92 gehörte er der Bundesliga-Boxstaffel von Sparta Flensburg an.
Kiparski durchlief nach dem Abitur von 1986 bis 1988 die Polizeischule in Hamburg-Alsterdorf und gehörte hernach der Bereitschaftspolizei an. Sein Bruder Roland war ebenfalls Boxer.